# Кубинская революционная партия — Истинная
Кубинская революционная партия — Истинная (Подлинная, исп. Partido Revolucionario Cubano – Auténtico, PRC-A), обычно просто Истинная партия (исп. Partido Auténtico, PA), в русских источниках «аутентики» — бывшая кубинская политическая партия, активно действовавшая в период с 1933 по 1952 год. Истинная партия имела значительное влияние, но в конечном итоге из-за невыполнения собственных обещаний и коррупционных скандалов стала непопулярной, что привело к приходу к власти Фульхенсио Батисты после государственного переворота.

## История
Кубинская революционная партия (истинная) возникла во время националистической революции 1933 года. Партия была основана в феврале 1934 года многими из тех, кто участвовал в падении режима Херардо Мачадо, для защиты революционных завоеваний и изменений.
На выборах в Конституционное собрание 1939 года партия вошла в состав победившего Оппозиционного фронта, став крупнейшей партией в Собрании. На Конституцию Кубы 1940 года сильно повлияли националистические идеи, лежащие в основе программы партии.
Несмотря на то, что партия также занимала большинство мест в Палате представителей после всеобщих выборов 1940 года, ее кандидат Рамон Грау проиграл президентские выборы. На парламентских выборах 1942 года она заняла третье место, получив всего 10 мест. На всеобщих выборах 1944 года партия добилась успеха: президентское кресло занял Грау, а в Палате удалось занять наибольшее количество мест. Партия также выиграла промежуточные выборы 1946 года, получив 30 мест.
5 мая 1947 года в ответ на коррупцию в правительстве и отсутствие реформ революционно-левонационалистическая и антиимпериалистическая фракция во главе с Эдуардо Чибасом откололась в новую Партию кубинского народа («Ортодоксов») с основными целями экономической независимости и проведения социальных преобразований.

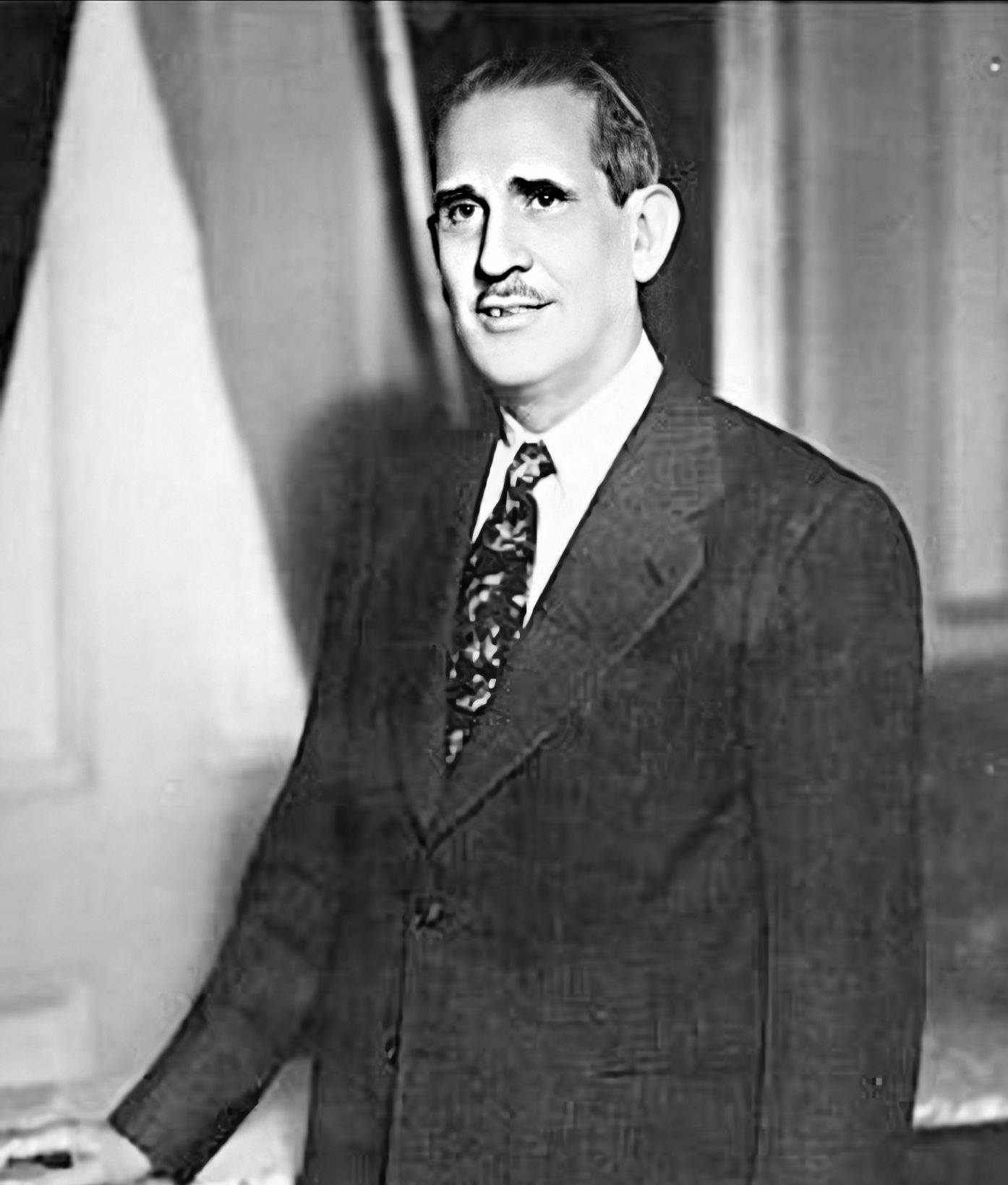
Рамон Грау, основатель партии, президент Кубы в 1933—1934, 1944—1948 гг.

На всеобщих выборах 1948 года партия заключила союз с Республиканской партией: поддержав Карлоса Прио Сокарраса, выигравшего президентские выборы, партия также победила на выборах в Палату и Сенат. В рамках промежуточных выборов 1950 года был сформирован союз с Демократической партией и Либеральной партией, который также оказался победным. Однако Истинная партия проиграла всеобщие выборы 1954 года Национальной прогрессивной коалиции Фульхенсио Батисты.

## Идеология
«Аутентики» были самой националистической из основных партий, существовавших между революцией 1933 года и кубинской революцией 1959 года. Лозунг партии был «Куба для кубинцев» (исп. Cuba para los cubanos).
Ее предвыборная программа содержала корпоративистские элементы. Например, она поддержала многочисленные усилия по укреплению власти профсоюзов, одних из самых больших сторонников партии. Кроме того, некоторые из ее членов поддерживали управление экономикой через трехсторонние комиссии с бизнесменами, профсоюзными лидерами и государственными чиновниками, а также вторую палату (Ривер Плейт) с рабочими и бизнес-группами.

## Известные члены
- Рамон Грау
- Карлос Прио Сокаррас
- Николас Кастельянос
- Мануэль Антонио де Варона
- Карлос Мануэль де Сеспедес-и-Кесада
- Эдуардо Чибас
- Карлос Эвиа
- Феликс Лансис Санчес
- Рауль Лопес дель Кастильо
- Антонио Гитерас
- Жилберто Голиаф
- Мануэль Пенабаз Солорзано
- Мануэль Аран

## Результаты выборов
| Выборы в Палату Представителей |                                |                                |                                    |      |                           |
| Год выборов                    | # из общего количества голосов | % от общего количества голосов | # общее количество выигранных мест | +/-  | Лидер                     |
| 1936 г.                        | неизвестно (# 1)               | неизвестный                    | 90 из 162                          | –    | Рамон Грау                |
| 1939 г.                        | 225 223 (№ 1)                  | 20,7                           | 18 из 76                           | ▼ 72 | Рамон Грау                |
| 1940 г.                        | неизвестно (# 1)               | неизвестный                    | 34 из 162                          | ▲ 14 | Рамон Грау                |
| 1942 г.                        | неизвестно (#3)                | неизвестный                    | 10 из 57                           | ▼ 24 | Рамон Грау                |
| 1944 г.                        | неизвестно (#3)                | неизвестный                    | 19 из 70                           | ▲ 9  | Феликс Лансис Санчес      |
| 1946 г.                        | неизвестно (# 1)               | неизвестный                    | 30 из 66                           | ▲ 11 | Рауль Лопес дель Кастильо |
| 1948 г.                        | неизвестно (# 1)               | неизвестный                    | 29 из 70                           | ▼ 1  | Мануэль Антонио де Варона |
| 1950 г.                        | неизвестно (# 1)               | неизвестный                    | 42 из 66                           | ▲ 13 | Мануэль Антонио де Варона |